# Bandera de Herrerías
La bandera de Herrerías es uno de los símbolos del municipio español de Herrerías (Cantabria), junto a su escudo. Es de paño rectangular, de proporciones no indicadas, de color amarillo con un borde rojo de anchura 1:6 del paño, y en el centro, el escudo de armas del municipio sin timbre.
La bandera fue adoptada en sesión plenaria celebrada por el Ayuntamiento el día 25 de octubre de 1993 siendo autorizada por el Consejo de Gobierno de Cantabria el día 3 de agosto de 1995, previo informe favorable emitido por la Real Academia de la Historia.